# 青木沙也果
青木 沙也果（あおき さやか、1996年5月29日 - ）は、日本の作曲家、編曲家。愛知県名古屋市出身。

## 人物
東京音楽大学作曲指揮専攻映画・放送音楽コース卒業。在学中は作曲を小六禮次郎、糀場富美子、堀井勝美、石川洋光、山下康介の各氏に師事。卒業後はドラマ・アニメの劇伴、アーティストへの楽曲提供、報道・情報番組BGMの楽曲制作などを中心に活動。

## 主な作品

### ドラマ
2021年
- 私が獣になった夜（ABEMA）
- 私が獣になった夜〜名前のない関係〜（ABEMA）
- 世田谷ベランダの恋（YouTube）
- この初恋はフィクションです（TBS）

2022年
- 私が獣になった夜〜好きになっちゃいけない〜（ABEMA）
- ANIMALS‐アニマルズ‐（ABEMA）
- ユニコーンに乗って（TBS）

2023年
- すきすきワンワン!（日本テレビ）
- 神の手（テレビ東京）
- 埼玉のホスト（TBS）
- マイ・セカンド・アオハル（TBS）

2024年
- すっぴんヒーロー（TBS）
- お迎え渋谷くん（関西テレビ・フジテレビ）
- クラスメイトの女子、全員好きでした（読売テレビ・日本テレビ系）
- ライオンの隠れ家（TBS）

2025年
- いきなり婚（日本テレビ）
- 永遠についての証明（NHK）
- 夫よ、死んでくれないか（テレビ東京）

### バラエティ
- GIRL or LADY 〜私が最強〜（2023年・ABEMA）[14]

### アニメ
2021年
- カノジョも彼女（MBS）(共同)
- 乙女ゲームの破滅フラグしかない悪役令嬢に転生してしまった…X（MBS）(共同)

2022年
- 悪役令嬢なのでラスボスを飼ってみました（TOKYO-MX）(共同)

2023年
- ツンデレ悪役令嬢リーゼロッテと実況の遠藤くんと解説の小林さん（MBS）(共同)

2025年
- 水属性の魔法使い（TBS）(共同)

### ショートフィルム
- CLショートフィルムプロジェクト"COLORS"（2023年・CL）[20]

### 楽曲提供
- 水森かおり 「バージン・ロード」(2022年 シングル「九十九里浜」タイプD収録)[21]

### 楽曲アレンジ
- 濱田めぐみ 「追憶(スコット&ゼルダ)」(2022年 アルバム「Connect」収録)

### TV番組
- THE TIME, BGM
- News23 BGM
- あさチャン! BGM
- Nスタ BGM

## 出演

### ドラマ
- さよならマエストロ（TBS）レギュラーピアニスト役

## ピアノ協力

### ドラマ
- G線上のあなたと私（TBS）
- マイファミリー（TBS）
- ラストマン-全盲の捜査官-（TBS）